# Windows Live Spaces
Windows Live Spaces (znany również dla jego użytkowników pod nazwą MSN Spaces) – platforma blogów i serwis społecznościowy Microsoft. Strona została utworzona na początku 2004 roku pod nazwą Spaces MSN jako konkurencyjna dla innych serwisów społecznościowych. Windows Live Spaces uzyskał wynik około 27 milionów (27 000 000) unikalnych odwiedzin miesięcznie (dane z sierpnia 2007 r.). Z uwagi na dynamiczny rozwój konkurencyjnych serwisów społecznościowych, Microsoft planuje zamknięcie usługi z końcem marca 2011 roku, proponując użytkownikom przejście na platformę WordPress.

## Podstawowe funkcje
Podstawowe funkcje Windows Live Spaces obejmują:
- Blogi – w tym wsparcie dla komentarzy, odnośników i RSS
- Zdjęcia – w tym wsparcie dla grupowania w albumy, komentarzy i RSS
- Listy – w tym listy utworów muzycznych, filmów, książek, a także wsparcie dla RSS
- Przyjaciele – w tym znaczniki i notatki o przyjaciołach i wsparcie dla RSS
- Profil – w tym podstawowe informacje, informacje osobiste (domyslnie niepubliczne), informacje o pracy i inne
- Księga gości – miejsce na komentarze odwiedzających profil

## Gadżety
Dla użytkowników Windows Live Spaces dostępne jest kilka „gadżetów”, które pozwalają na dostosowanie strony serwisu do osobistych upodobań. Gadżet „Windows Media Player” daje użytkownikom możliwość odtwarzania plików muzycznych i wyświetlania materiałów wideo. „Tweak UI” gadżet, daje użytkownikom możliwość zmienić styl, kolor i przejrzystość pewnych elementów Windows Live Space. Natomiast gadżet „Custom HTML” zapewnia użytkownikowi możliwość dołączenia ręcznie napisanego kodu HTML niewielkich rozmiarów (funkcja, która jest często wykorzystywana do wyświetlania banerów i innych grafik).

## Powiadomienia
Powiadomienia, które informują o ostatnich zmianach u konkretnego użytkownika Windows Live Space, są zintegrowane z usługami Windows Live Messenger, MSN Web Messenger i pocztą elektroniczną Hotmail. Klikając na ikony użytkowników na liście znajomych, pojawiają się ich Karty kontaktowe, które pokazują miniatury ich ostatnich zdjęć, przegląd ich ostatnich wpisów i krótką listę ostatnich utworów z listy odtwarzania. Karty kontaktowe nie zostały jeszcze uaktualnione do nowej wersji, używanej w Messenger 8.1.

## MSN Spaces a Windows Live Spaces
MSN Spaces był otwartym serwisem społecznościowym na platformie Microsoft. Strona została uruchomiona na początku grudnia 2004 r. w celu umożliwienia użytkownikom dotarcia w prosty sposób do innymi, dzięki publikacji swych przemyśleń, zdjęć i informacji o zainteresowaniach. Mając to na celu, MSN Spaces zaczęła konkurować z podobnymi usługami, takimi jak MySpace i Yahoo! 360°.
W celu umożliwienia użytkownikom, by mogli dzielić się swoimi myślami, zdjęciami i zainteresowaniami, użytkownicy MSN Spaces otrzymali ponad 100 różnych szablonów tematycznych i kilka różnych układów stron do wyboru. Istniała możliwość, aby ustawić prawa dostępu dla innych odwiedzających ich MSN Space, oparte na kryteriach występowania odpowiednich relacji między nimi (np. przyjaciół, rodziny itp.). W dniu 1 sierpnia 2006 r. MSN Spaces stał się częścią platformy usług Windows Live, gdzie obecnie funkcjonuje pod nazwą Windows Live Spaces.

## Ograniczenia
Administratorzy usługi Windows Live Spaces wprowadzili cenzurę wulgarnych słów. Ponadto firma Microsoft została skrytykowana za cenzurowanie słów „demokracja” i „wolność” w chińskiej wersji swojego portalu.
Mimo przydatności jako narzędzie komunikacji, Windows Live Spaces jest krytykowane jako nie posiadające tylu możliwości, co usługi konkurencyjne. Pewne czasopismo informatyczne zaleca korzystanie z programu Windows SharePoint Services, czy Wiki zamiast Windows Live Spaces.